# Antoni Roig Muntaner
Antoni Roig Muntaner (Palma de Mallorca, 14 de noviembre de 1931-4 de junio de 2019) fue un químico y político español que se destacó por sus investigaciones en macromoléculas y por la creación de la Universidad de las Islas Baleares (UIB).

## Biografía
Cursó bachillerato en el Colegio de Montesión de Palma, se licenció en ciencias químicas por la Universidad de Valencia en 1953 y se doctoró en la Universidad Complutense de Madrid en 1958. En esta universidad ejerció la docencia como profesor ayudante primero y, después, como profesor adjunto y numerario. Terminada la tesis doctoral, pasó a los Estados Unidos, donde residió dos años becado, primero en la Universidad Duke (Durham) y posteriormente al Massachusetts Institute of Technology, en Boston. El 1963 fue becario posdoctoral en el Centro de Recherches sur les macromoléculas de Estrasburgo. En 1962 ingresó en el Instituto de Química Física Rocasolano, adscrito al Consejo Superior de Investigaciones Científicas (CSIC), donde ocupó hasta 1971 el cargo de jefe del Laboratorio de Altos Polímeros.
En 1971 pasó a la Universidad del País Vasco, donde fue director del Departamento de Química Física durante un año y donde consiguió la cátedra de Química Física, hasta que se traslada a Palma para hacerse cargo de la recién creada Facultad de Ciencias, dependiente entonces de la Universidad Autónoma de Barcelona. A partir de 1973 pasó a ser responsable de todos los centros universitarios de Palma, con el cargo de vicerrector en dos universidades, la Universidad Central de Barcelona y la Universidad Autónoma de Barcelona, instituciones de las que dependían los centros mallorquines.
Entre 1979 y 1981 presidió la Comisión Gestora de la UIB hasta que fue definitivamente creada la UIB. Antoni Roig fue nombrado en 1981 Rector Honorario de la Universidad de las Islas Baleares. Durante esta etapa fue vocal del Comité Científico de la Comisión Interministerial Asesora de Investigación Científica y Técnica, creado en 1979.
A partir de 1981 Antoni Roig pasó a desarrollar diversos cargos en la Administración. Así en 1981 y 1982 fue director general de Política Científica del Ministerio de Educación y Ciencia. Posteriormente pasó a la Universidad de Alcalá, donde fue vicedecano (1984) y decano (1985 y 1986) de la Facultad de Ciencias.
En 1987 su carrera profesional y personal giró hacia la política en hacerse cargo de la Tenencia de Alcalde de Urbanismo del Ayuntamiento de Palma en la legislatura de 1987 a 1991.